# رکیشی
رکیشی (انگلیسی: Rikishi؛ زادهٔ ۱۱ اکتبر ۱۹۶۵) کشتی‌گیر کشتی حرفه‌ای اهل ایالات متحده آمریکا است.
وی همچنین برندهٔ جوایزی همچون تالار شهرت دبلیو دبلیو ای شده‌است.
برادران د اوسوز و سولو سیکوا فرزندان او هستند.